# Liolaemus porosus
Espèce
Liolaemus porosus est une espèce de sauriens de la famille des Liolaemidae.

## Répartition
Cette espèce se rencontre dans la province de Salta en Argentine et dans la région d'Atacama au Chili.

## Publication originale
- Abdala, Paz & Semhan, 2013 : Nuevo Liolaemus (Iguania: Liolaemidae) con novedoso carácter morfológico, de la frontera entre Argentina y Chile. Revista de Biología Tropical, vol. 61, no 4, p. 1563-1584.